# Аква (футболіст)
Аква (порт. Akwá, нар. 30 травня 1977, Бенгела) — ангольський футболіст, що грав на позиції нападника. Зараз — політичний діяч.
Виступав, зокрема, за клуби «Бенфіка» та «Катар СК», а також національну збірну Анголи.

## Клубна кар'єра
У дорослому футболі дебютував 1992 року виступами за команду клубу «Насьйонал де Бенгела», в якій провів один сезон, взявши участь у 32 матчах чемпіонату, в яких відзначився 11-ма голами.
Своєю грою за цю команду привернув увагу представників тренерського штабу клубу «Бенфіка», до складу якого приєднався 1994 року. Відіграв за лісабонський клуб наступний сезон своєї ігрової кар'єри, протягом якого в чемпіонаті Португалії зіграв лише 5 поєдинків. З 1995 по 1997 роки на правах оренди виступав у нижчоліговому португальському клубі «Алверка». З 1997 по 1998 роки виступав у складі іншого португальського клубу, «Академіка», в складі якого зіграв 19 матчів та відзначився 1 голом.
Згодом з 1998 по 2001 рік грав у складі команд катарських клубів «Аль-Вакра» та «Аль-Іттіхад (Доха)». 2001 року уклав контракт з клубом «Катар СК», у складі якого провів наступні чотири роки своєї кар'єри гравця. Протягом 2005—2006 років знову захищав кольори команди клубу «Аль-Вакра». Протягом свого перебування в Катарі став переможцем азійської Ліги чемпіонів, Кубку наслідного принца Катару, а в 1999 році став найкращим бомбардиром катарського чемпіонату (11 голів). В 2006 році Аква вдруге в своїй кар'єрі залишив «Аль-Вакра», після чого до 2007 року залишався в статусі вільного агента.
Завершив професійну ігрову кар'єру в складі одного з грандів ангольського футболу, клубі «Петру Атлетіку», за команду якого виступав протягом 2007—2009 років.

## Виступи за збірну
1995 року дебютував у складі національної збірної Анголи проти Мозамбіку. Протягом кар'єри у національній команді, яка тривала 12 років, провів у формі головної команди країни 80 матчів, забивши 36 м'ячів.
У складі збірної був учасником Кубка африканських націй 1996 року у ПАР, Кубка африканських націй 1998 року у Буркіна Фасо, чемпіонату світу 2006 року у Німеччині, Кубка африканських націй 2006 року в Єгипті.
Один з голів Акви вивів збірну Анголу на чемпіонату світу 2006 року, в якому гравець відіграв усі 3 матчі, але не відзначився жодним голом. По завершенні турніру він оголосив, що припиняє виступати в складі національної збірної.

## Досягнення

### Клубні
- Кубок наслідного принца Катару
  -  Володар (4): 1999, 2000, 2002, 2004

- Кубок шейха Яссіма
  -  Володар (1): 1999

### Національні
- Кубок КОСАФА
  -  Володар (3): 1999, 2001, 2004

### Індивідуальні
- Найкращий бомбардир Катарської ліги зірок
  -  Володар (1): 1998/99

- Найкращий закордонний гравець Катару:
  -  Володар (3): 1999, 2004, 2005

- Найкращий гравець Анголи
  -  Володар (1): 2006

## Статистика виступів у збірній
| національна збірна Анголи | національна збірна Анголи | національна збірна Анголи |
| Роки                      | Матчі                     | Голи                      |
| ------------------------- | ------------------------- | ------------------------- |
| 1995                      |                           |                           |
| 1996                      |                           |                           |
| 1997                      |                           |                           |
| 1998                      |                           |                           |
| 1999                      | 2                         | 3                         |
| 2000                      | 4                         | 3                         |
| 2001                      | 8                         | 5                         |
| 2002                      | 2                         | 0                         |
| 2003                      | 2                         | 1                         |
| 2004                      | 3                         | 2                         |
| 2005                      | 6                         | 2                         |
| 2006                      | 12                        | 5                         |
| Загалом                   |                           |                           |

## Політична кар'єра
Аква в даний час є депутатом Ангольських законодавчих зборів. Він опікується проведенням основних спортивних подій в Анголі.